# Nokia N800
Il Nokia N800 Internet Tablet è un Internet Tablet prodotto dall'azienda finlandese Nokia. Possiede due alloggiamenti per le memory card fino a 2 GB.
Non è mai stato commercializzato ufficialmente sul mercato.

## Caratteristiche
- Dimensioni: 75 x 144 x 13 mm
- Massa: 206 g
- Risoluzione display: 800 x 480 pixel fino a 65.536 colori
- Durata batteria in conversazione: 3.5 ore
- Durata batteria in standby: 288 ore (12 giorni)
- Memoria: 256 MB espandibile con 2 MicroSD fino a 4 GB
- Bluetooth, Wi-Fi e USB

## Kit d'acquisto
- Internet Tablet Nokia N800
- Penna digitale aggiuntiva
- Batteria
- MiniSD Memory card da 128 MB
- Auricolare stereo
- Caricabatterie da viaggio
- Astuccio protettivo
- Cavo per la trasmissione dati